# نيشيواكا (هيوغو)
مدينة نيشيواكا (بالإنجليزية: Nishiwaki)‏ هي أحد المدن التابعة لمحافظة هيوغو. تأسست رسميًا في 01/10/2005. ويقدر عدد سكانها بـ 43126 نسمة حسب تقدير مكتب الإحصاء الياباني لعام 2012. تبلغ مساحة نيشيواكا 132.47 كم2. بكثافة سكانية تبلغ 326 نسمة/كم2.

## توأمة
لنيشيواكا (هيوغو) اتفاقيات توأمة مع:
- فورانو